# Okręg wyborczy Kingston-upon-Thames
Okręg wyborczy Kingston-upon-Thames powstał w 1885 r. i wysyłał do brytyjskiej Izby Gmin jednego deputowanego. Okręg obejmował przedmieścia Kingston upon Thames w południowo-zachodnim Londynie. Okręg zlikwidowano w 1997 r.

## Deputowani do Izby Gmin z okręgu Kingston-upon-Thames
- 1885-1892 – John Ellis, Partia Konserwatywna
- 1892-1895 – Richard Temple, Partia Konserwatywna
- 1895-1906 – Thomas Skewes-Cox, Partia Konserwatywna
- 1906-1918 – George Cave, Partia Konserwatywna
- 1918-1922 – John Gordon Drummond Campbell
- 1922-1937 – Frederick Penny, Partia Konserwatywna
- 1937-1945 – Percy Royds, Partia Konserwatywna
- 1945-1972 – John Boyd-Carpenter, Partia Konserwatywna
- 1972-1997 – Norman Lamont, Partia Konserwatywna